# University of Massachusetts Lowell
University of Massachusetts Lowell, UMass Lowell, är ett amerikanskt offentligt forskningsuniversitet som ligger i Lowell, Massachusetts och hade totalt 17 184 studenter (10 154 undergraduate students, 4 198 postgraduate students och 2 832 doktorander) för hösten 2014. UMass Lowell ingår i universitetssystemet University of Massachusetts.
Utbildningsinstitutionen grundades 1972 som ett universitet när lärosätena Lowell State College och Lowell Technological Institute gick ihop. 1991 anslöt man sig till universitetssystemet University of Massachusetts.
De tävlar med 15 universitetslag i olika idrotter via deras idrottsförening UMass Lowell River Hawks.

## Alumner
| Idrottare - Kevin Boyle - Lucas Condotta - Shelagh Donohoe - Christian Folin - Joe Gambardella - Ron Hainsey - Connor Hellebuyck - Ben Holmstrom - Carter Hutton - Michael Kapla - Andre Lee | - Craig MacTavish - Dwayne Roloson - Chad Ruhwedel - Ben Walter - Scott Wilson Musiker - Bob Weston Politiker/offentlig förvaltning - Marty Meehan Skådespelare - Thelma Todd |